# Jean-Pierre Wielemans
Jean-Pierre Wielemans (pseudonim: Steve) – belgijski kierowca wyścigowy.

## Kariera wyścigowa
Wielemans rozpoczął karierę w międzynarodowych wyścigach samochodowych w 1976 roku od startów Europejskiej Formule Renault, gdzie jednak nie zdobywał punktów. W latach 1977-1978 Belg startował w 24-godzinnym wyścigu Le Mans. W 1977 roku odniósł zwycięstwo w klasie GT. Rok później nie ukończył wyścigu w grupie 5 +2.0.